# Kurt Herzog
Kurt Herzog (Quedlinburg, 27 maart 1889 - Vorkoeta, 8 mei 1948) was een Duitse officier en General der Artillerie tijdens de Tweede Wereldoorlog.

## Leven
Op 27 maart 1889 werd Kurt Herzog geboren in Quedlinburg. Na zijn schoolgang, meldde hij zich op 30 maart 1907 aan als Fahnenjunker (aspirant-officier) in het Saksisch leger. Hij werd geplaatst in het 8. Feldartillerie-Regiment Nr. 78 in Wurzen. Vanaf 1 oktober 1907 tot 28 juni 1908 was Herzog naar de militaire academie van Glogau gecommandeerd. Tijdens zijn leergang aan de academie, werd hij op 14 juni 1908 bevorderd tot Leutnant (Tweede luitenant). Het Patent werd vastgesteld op 14 februari 1907. Na zijn bevordering werd Herzog naar de militaire paardrijd school in Dresden Albertstadt gecommandeerd. Hierna volgde nog een opleiding aan de militaire rijschool in Hannover.

### Eerste Wereldoorlog
Met de uitbraak van de Eerste Wereldoorlog, werd Herzog naar het Ersatz-Abteilung van zijn regiment verplaatst. Na drie weken werd hij overgeplaatst naar het Reserve-Feldartillerie-Regiment Nr. 53, en werd daar als bataljonsadjudant en juridisch officier ingezet. Tijdens zijn werkzaamheden in het regiment, werd Herzog op 25 september 1914 bevorderd tot Oberleutnant (Eerste luitenant). Op 19 mei 1915 werd Herzog als batterijcommandant in het Reserve-Feldartillerie-Regiment Nr. 53 ingezet. Als batterijcommandant werd hij op 5 oktober 1916 bevorderd tot Hauptmann (Kapitein). Zijn Rangdienstalter werd later op 18 augustus 1916 vastgesteld. In deze functie onderscheidde hij zich tijdens de Tweede Slag om Champagne in zijn sector bij Ripont door onder moeilijke omstandigheden verschillende verkenningspatrouilles uit te voeren. Op 17 maart 1916 werd Herzog onderscheidde voor zijn prestaties met het Ridderkruis van de Militaire Orde van Sint-Hendrik. Na de Slag aan de Somme en de aansluitende loopgravenoorlog in Artesië en Champagne werd zijn regiment in november 1916 verlegde naar het Oostfront. Eind maart 1917 tot 29 april 1917 nam hij deel aan de 3e uitwisselingscursus in het Feldhaubitz-Regiment 54 wat onderdeel van het k.u.k. Korps Hoffmann was. Na zijn terugkeer naar zijn regiment, functioneerde Herzog als plaatsvervangend commandant van het 2e bataljon in het Reserve-Feldartillerie-Regiment Nr. 53. Deze functie wisselde de komende maanden meerdere malen naar zijn werk als batterijcommandant. Als Hauptmann werd Herzog in de naherfst van 1917 als adjudant van de Artilleriekommandeur 152 ingezet. Aansluitend werd hij naar de opleiding voor de Generale Stafdienst bij de 24. Reserve-Division (2. Königlich Sächsische) gecommandeerd. Hier werkte Herzog na het einde van de oorlog tot 3 januari 1919. Tijdelijk werd hij teruggeplaatst naar zijn stamregiment, en na de demobilisatie in februari 1919, werd hij toegewezen aan de centrale afdeling van de Saksische Generale Staf in het Saksische Ministerie van Krijgswezen. Van daaruit werd hij op 22 september 1919 overgeplaatst naar de afdeling internationaal recht van het Reichswehrministerium (RWM) (vrije vertaling: Rijksministerie van Defensie).

### Interbellum
Na de oorlog werd Herzog in de Reichsheer opgenomen. In het voorjaar van 1920 tijdens het overgangsleger, werd hij als hulpofficier in het Wehrkreiskommando IV (vrije vertaling: 4e militair districtscommando) ingezet. Vervolgens werd hij met behoud van zijn uniform naar het Rijksministerie van Defensie in Berlijn gestuurd, wat neerkwam op een overplaatsing. Tijdens de opbouw van het 100.000 manschappen Reichsheer in de Reichswehr, werd Herzog geplaatst in de staf van de 4e Divisie in Dresden. Hij bleef werkzaam in het RWM. Vanaf 1 mei 1921 tot 1 juni 1921 werd Herzog voor zeven maanden naar de 7. (Bayerischen) Nachrichten-Abteilung in het 19. (Bayerische) Infanterie-Regiment gecommandeerd. Hierna diende Herzog als batterijcommandant in het 4e Artillerieregiment, en was aansluitend in dezelfde functie van het 8ste batterij in de 3e afdeling van het 3. (Preußischen) Artillerie-Regiment in Jüterbog. Op 1 oktober 1927 werd Herzog de komende jaren als instructeur ingezet aan de infanterieschool in Dresden. In die periode werd hij op 1 april 1929 bevorderd tot Major (Majoor). Daarna keerde hij terug naar Jüterbog, en werd benoemd tot commandant van de 3e afdeling van het 3. (Preußischen) Artillerie-Regiment aangesteld. Als gevolg van zijn nieuwe aanstelling, werd Herzog op 1 september 1933 bevorderd tot Oberstleutnant (Luitenant-kolonel). Met de verdere opbouw van de Reichswehr vanaf 1 oktober 1934, nam hij het nieuw opgerichte Artillerie-Regiment Halberstadt over, deze werd later omgevormd in het 13e Artillerieregiment respectievelijk 31e Artillerieregiment. Op 1 juli 1935 werd Herzog bevorderd tot Oberst (Kolonel). Op 1 maart 1938 droeg hij commando weer over. Kort daarvoor was hij benoemd tot Artillerie-Kommandeur I in de 1e Infanteriedivisie in Insterburg. Als zodanig werd hij op 1 maart 1939 na een jaar bevorderd tot Generalmajor (Brigadegeneraal).

### Tweede Wereldoorlog
Tijdens de mobilisatie voor de Tweede Wereldoorlog in de zomer van 1939, werd Herzog benoemd tot commandant van de Ergänzungstruppen in het Wehrkreis I. Een maand later werd hij benoemd tot Artilleriekommandeur 108. Hierna volgde begin februari 1940 Herzog zijn benoeming tot commandant van de 291e Infanteriedivisie. Tijdens de gevechten in de Slag om Frankrijk voerde hij het commando over deze divisie. Op 1 februari 1941 werd Herzog bevorderd tot Generalleutnant (Generaal-majoor). In de zomer van juni 1941 voerde hij het commando over de 291e Infanteriedivisie tijdens Operatie Barbarossa tijdens de aanval op het Balticum. Voor de prestaties van de divisie tijdens de opmars in Noord-Rusland, werd Herzog op 18 oktober 141 met het Ridderkruis van het IJzeren Kruis onderscheiden. Op 10 juni 1942 droeg hij het commando weer over aan de Generalleutnant Werner Göritz. Hierna werd Herzog met het leiderschap van het 38e Legerkorps belast. Met zijn bevordering op 1 juli 1942 tot General der Artillerie (Generaal der Artillerie), werd meteen tot bevelvoerend-generaal van het 38e Legerkorps benoemd. Vanaf 9 januari 1945 tot 15 maart 1945 was Herzog op verlof. Na zijn verlof, keerde hij terug als bevelvoerend-generaal van het 38e Pantserkorps. Tijdens de Slag om Koerland raakte Herzog op 8 mei 1945 na de onvoorwaardelijke capitulatie van de Wehrmacht in Russische krijgsgevangenschap. Op 18 december 1947 werd hij in het kader van het proces van Novgorod veroordeeld tot 25 jaar dwangarbeid. Tijdens het proces was hij de enige van de 19 beklaagden die geen schuld bekenden aan een van de aanklachten.
Herzog zat voor drie jaren in de goelag bij Vorkoeta. Daar stierf hij op 8 mei 1948.

## Militaire carrière
- General der Artillerie: 1 juli 1942[10][1][4]
- Generalleutnant: 1 februari 1941[10][1][4]
- Generalmajor: 1 maart 1939[10][1]
- Oberst: 1 juli 1935[10][1]
- Oberstleutnant: 1 september 1933[10][1]
- Major: 1 april 1929[10][1]
- Hauptmann: 5 oktober 1916[1] (met RDA van 18 augustus 1916[10])
- Oberleutnant: 25 september 1914[1]
- Leutnant: 14 augustus 1908[1] (met Patent van 14 februari 1907[10])
- Fähnrich: 1 november 1907[1]
- Fahnenjunker (aspirant-officier): 30 maart 1907[10][1]

- Opmerking: de rang van Generalmajor is vergelijkbaar met die van een hedendaagse Brigadegeneraal (OF-6). Het Duitse leger (Heer) kende tijdens de Tweede Wereldoorlog geen rang van een Brigadegeneraal, waardoor de eerste generaalsrang een Generalmajor was. Het naoorlogse Duitse leger kent overigens wel volgens de NAVO schaal een Brigadegeneraal als eerste generaalsrang.

## Onderscheidingen
Selectie:
- Ridderkruis van het IJzeren Kruis met Eikenloof (nr.694) op 12 januari 1945 als General der Artillerie en Kommandierender General XXXVIII.Armeekorps / 16.Armee / Heeresgruppe Nord[1][11][8][4]
- Ridderkruis van het IJzeren Kruis (nr.596) op 18 oktober 1941 als Generalleutnant en Commandant van de 291.Infanterie-Division / XXXVIII.Armee-Korps / 18.Armee / Heeresgruppe Nord[1][11][8][4]
- Herhalingsgesp bij IJzeren Kruis 1939, 1e Klasse (29 september 1939[1][11]) en 2e Klasse (10 september 1939[1][11])
- IJzeren Kruis 1914, 1e Klasse (6 november 1916[1][11]) en 2e Klasse (26 oktober 1914[1][11])

## Afkortingen
- BttrChef (Batteriechef) = Batterijcommandant
- Bttr (Batterie) = Batterij
- Abt (Abteilung) = Afdeling
- Ergänzungstruppen = Reservetroepen
- mit der Führung beauftragt (m.d.F.b.) = (vrije vertaling: met het leiderschap belast)